# Nemestrinus sinensis
Nemestrinus sinensis är en tvåvingeart som beskrevs av Sack 1933. Nemestrinus sinensis ingår i släktet Nemestrinus och familjen Nemestrinidae. Inga underarter finns listade i Catalogue of Life.